# Alain Montpetit
Pour les articles homonymes, voir Montpetit.
Alain Montpetit (né le 24 septembre 1950, mort le 10 juin 1987) était un animateur de radio et de télévision et un acteur québécois. 

## Biographie
Alain Montpetit est issu d'une famille illustre. Petit-fils d'Édouard Montpetit, fondateur de la faculté de science sociale à l'Université de Montréal, Alain Montpetit est né à Westmount. Son père, l'avocat André Montpetit, a été juge à la cour supérieure du Québec, commissaire pour la commission royale d'enquête sur les conditions de travail au ministère des Postes en 1966et président du conseil d'administration de l'Institut de recherches cliniques de Montréal.
Durant ses études, Montpetit fréquente l'École nationale de théâtre du Canada et l'Université de Californie à Los Angeles. Lors de son séjour aux États-Unis, il travaille pour la station de radio KMET (en) et pour une radio pirate située près de la frontière entre le Canada et les États-Unis.

### Carrière
De retour à Montréal, il anime en 1974 en anglais à CKGM et en français à CKVL, en 1975 il anime en avant-midi à CFOX (en) et en fin d'après-midi à CKLM Laval.
En février 1977, il remplace Patrick Zabé à l'émission Disco-Tourne à Télé-Métropole, qui changera de titre en mai pour Et ça tourne. Lors de l'émission spéciale Disco Award de Et ça tourne diffusée en direct le 26 novembre 1977, Montpetit remet le trophée du Meilleur animateur disco de l'année à Michel Jasmin.
Début février 1979, l'animateur Michel Jasmin à CKMF-FM devient actionnaire et vice-président de CIEL-FM, qui a changé de format musical le mois précédent, et transfére son émission populaire Le 5 à 8 CIEL. Deux semaines plus tard, CKMF-FM engage Alain Montpetit afin de poursuivre le 5 à 8. CIEL ne performe pas dans les cotes d'écoutes BBM de l'été 1979, le 5 à 8 de CIEL prend fin le 9 novembre, et CIEL abandonne le disco à l'été 1980. Jasmin reviendra à CKMF durant la saison 1983-1984.
Ayant l'intention d'animer une émission d'affaires publiques dans une station de radio à Toronto, à la fin mai 1982, Alain quitte CKMF pour se réorienter. 
Montpetit était également acteur de théâtre et de télévision.

### Meurtre de Marie-Josée Saint-Antoine & décès
En 1982, il est impliqué dans l'affaire du meurtre du mannequin Marie-Josée Saint-Antoine, poignardée dans sa demeure à New York. Montpetit fournit un alibi lors de son témoignage à la police. L'actrice américaine Kim Delaney affirme avoir vu Saint-Antoine accompagnée par un homme. Bien que la police n'ait pas écarté la possibilité que Montpetit soit lié à cette affaire, ce dernier n'est pas accusé. Entretemps, son ami et collègue à CKMF-FM Douglas Leopold l'accuse du meurtre, en direct à la radio. Montpetit poursuit Leopold pour diffamation; l'affaire est conclue à l'amiable.
Il retourne à Montréal à l'été 1982, remplace Normand Fréchette à CJMS durant ses vacances, puis anime en septembre une émission de lignes ouvertes. Il reviendra à CKMF en janvier 1984 à l'émission matinale mais sera remercié en juin après la baisse des cotes d'écoutes de la station. Il passera à la station anglophone CFQR-FM et se fait proposer une émission télé à CFCF-TV. CFQR et CFCF congédient leur personnel en août 1985. En mars 1986, Montpetit anime les fins de semaine à CKMF.
En juin 1987, aux prises avec des problèmes de drogue, Montpetit est approché par un responsable de la station de radio qui l'encourage à trouver de l'aide, tout en permettant à l'animateur de conserver son poste. Il meurt quelques jours plus tard, le 10 juin, d'une surdose de drogue dans sa chambre d'hôtel à Washington. Il a été enterré au cimetière Notre-Dame-des-Neiges, à Montréal.
Quinze ans après sa mort, les policiers et les enquêteurs considèrent Alain Montpetit comme le principal suspect dans l'assassinat de Marie-Josée Saint-Antoine.

## Vie privée
Alain Montpetit était marié à Nancy Moretti. Le couple a eu deux enfants. 
L'animateur avait de nombreuses relations extra-conjugales, notamment avec Paule Charbonneau. La fin de sa relation avec Charbonneau aurait conduit Montpetit à tuer Marie-Josée Saint-Antoine, amie de Charbonneau.

## Animations et Filmographie

### Cinéma
- 1977 : L'Aguicheuse (en) (La Notte Dell'alta Marea) de Luigi Scattini : Photographe
- 1979 : Au revoir... à lundi de Maurice Dugowson : Jack Davis

### Télévision
- 1979-1982 : Le Clan Beaulieu : Bob Villeneuve[18]
- 1986 : L'Âme-sœur : François Jobert

#### Animations Télé
- 1977 : Disco-Tourne - Télé-Métropole
- 1977-1981 - Et ça tourne - Télé-Métropole
- 1981 - Bon dimanche - Télé-Métropole
- 1983-? Ciné-Quizz - Télé-Métropole
- 1984-? Odyssée - Télé-Métropole
- 1985-? : Midi-Soleil - Télé-Métropole

#### Animations Radio
- 1974 : CKGM et CKVL
- 1975-1977 : CFOX (en) et CKLM
- 1978 : CKGM
- 1979-1982 : Le 5 à 8 à CKMF-FM
- 1982-1983 : CJMS
- 1984 : CKMF - Émission du matin
- 1984-1985 : CFQR-FM
- 1986 : CKMF - Weekend

## Discographie
- 1977 - Dracula Disco[19]
- 1977 - Faire l'amour ensemble avec Nathalie Suzanne[20]

## Hommage
Dans le film Funkytown de Daniel Roby, le personnage principal interprété par Patrick Huard est inspiré de la vie d'Alain Montpetit,.